# Teinopodagrion vallenatum
Teinopodagrion vallenatum – gatunek ważki z rodziny Megapodagrionidae. Występuje w północno-zachodniej części Ameryki Południowej; jak dotąd stwierdzony jedynie w górach Sierra Nevada de Santa Marta w północnej Kolumbii. Został opisany w 2001 roku przez Jürga C. de. Marmelsa. Autor jako holotyp uznał okaz muzealny – samca odłowionego w grudniu 1916 roku. Autor zbadał też 91 paratypów, z czego 90 odłowiono w latach 1916–1920, a data odłowu jednego jest nieznana.